# Dobšiná
Dobšiná (in ungherese Dobsina, in polacco Dobszyna, in tedesco Dobschau, in latino Dobsinium) è una città della Slovacchia facente parte del distretto di Rožňava, nella regione di Košice.

## Amministrazione

### Gemellaggi
- Šternberk, dal 1997
- Teistungen, dal 1999
- Sajószentpéter, dal 2000
- Kobiór, dal 2007
- Rudabánya, dal 2011